# 中国地方の鉄道路線
中国地方の鉄道路線（ちゅうごくちほうのてつどうろせん）
解説：
- 「広域：」とは、その地域内の複数の部分にまたがる路線である。地域内で完結している。
- 「超広域：」とは、その地域と他の地域にまたがる路線である。
  - 詳細については、その地域を含む親の地域の「広域」にある同じ路線名の記述を参照。
  - 中国地方以外の路線が紛れ込んでいる可能性もある。その場合は、単に削除するのではなく、適切な記事に移動するか、誤りの指摘をしていただきたい。

- 各路線の区間は『鉄道要覧』を基準としている。
- 同じ路線でも支線（別線）および事業種別の違う区間は別掲しており、各地方ごとに起点側から(1)、(2)…と番号を付けている。
- 特記無き路線は鉄道事業法に基づく鉄道路線、［軌道法適用］と記載がある路線は軌道法に基づく軌道路線である。

廃止された鉄道路線については日本の廃止鉄道路線一覧を参照。

## 中国地方
- 超広域：
  - 山陽新幹線 （西日本旅客鉄道）：新大阪駅 - 博多駅  (644.0km)
  - 山陽本線 （西日本旅客鉄道）：神戸駅 - 下関駅  (528.1km)
  - 山陽本線 （九州旅客鉄道）：下関駅 - 門司駅  (6.3km)
  - 姫新線 （西日本旅客鉄道）：姫路駅 - 新見駅  (158.1km)
  - 赤穂線 （西日本旅客鉄道）：相生駅 - 東岡山駅  (57.4km)
  - 本四備讃線 （四国旅客鉄道）：児島駅 - 宇多津駅  (18.1km)
  - 山陰本線 （西日本旅客鉄道）：京都駅 - 幡生駅  (673.8km)
  - 智頭急行智頭線 （智頭急行）：上郡駅 - 智頭駅  (56.1km)

- 広域：
  - 伯備線 （西日本旅客鉄道）：倉敷駅 - 伯耆大山駅  (138.4km)
  - 芸備線 （西日本旅客鉄道）：備中神代駅 - 広島駅  (159.1km)
  - 山口線 （西日本旅客鉄道）：新山口駅 - 益田駅  (93.9km)
  - 因美線 （西日本旅客鉄道）：鳥取駅 - 東津山駅  (70.8km)
  - 木次線 （西日本旅客鉄道）：宍道駅 - 備後落合駅  (81.9km)
  - 井原鉄道井原線(1) (井原鉄道)：清音駅 - 神辺駅  (38.3km)

### 鳥取県
- 超広域：山陰本線 因美線 伯備線 智頭急行智頭線
  - 広域：
    - 境線 （西日本旅客鉄道）：米子駅 - 境港駅  (17.9km)
    - 若桜鉄道若桜線 （若桜鉄道・第2種）：郡家駅 - 若桜駅  (19.2km)

### 島根県
- 超広域：山陰本線 木次線 山口線
- 広域：
  - 一畑電車北松江線 （一畑電車）：電鉄出雲市駅 - 松江しんじ湖温泉駅  (33.9km)
- 出雲市
  - 一畑電車大社線 （一畑電車）：川跡駅 - 出雲大社前駅  (8.3km)

### 岡山県
- 超広域：山陽新幹線 山陽本線 姫新線 赤穂線 本四備讃線 伯備線 芸備線 因美線 智頭急行智頭線 井原鉄道井原線
- 広域：
  - 津山線 （西日本旅客鉄道）：岡山駅 - 津山駅  (58.7km)
  - 吉備線 （西日本旅客鉄道）：岡山駅 - 総社駅  (20.4km)
  - 宇野線 （西日本旅客鉄道）：岡山駅 - 宇野駅  (32.8km)
  - 本四備讃線 （西日本旅客鉄道）：茶屋町駅 - 児島駅  (12.9km)
- 岡山市
  - 岡山電気軌道東山本線 （岡山電気軌道）［軌道法適用］：岡山駅前停留場 - 東山・おかでんミュージアム駅停留場  (3.1km)
  - 岡山電気軌道清輝橋線 （岡山電気軌道）［軌道法適用］：柳川停留場 - 清輝橋停留場  (1.6km)
- 倉敷市
  - 水島臨海鉄道水島本線 （水島臨海鉄道）：倉敷市駅 -  倉敷貨物ターミナル駅  (11.2km)
  - 水島臨海鉄道港東線 （水島臨海鉄道）：水島駅 - 東水島駅 (3.6km・貨物線)
  - 水島臨海鉄道西埠頭線 （水島臨海鉄道）：三菱自工前駅 - 西埠頭駅 (0.8km・貨物線)
- 総社市
  - 井原鉄道井原線 （井原鉄道・第2種）：総社駅 - 清音駅  (3.4km)

### 広島県
- 超広域：山陽新幹線 山陽本線 芸備線 木次線 井原鉄道井原線
- 広域：
  - 福塩線 （西日本旅客鉄道）：福山駅 - 塩町駅  (78.0km)
  - 呉線 （西日本旅客鉄道）：三原駅 - 海田市駅  (87.0km)
  - 広島電鉄宮島線 （広島電鉄）[注釈 1]：広電西広島（己斐）駅 - 広電宮島口駅  (16.1km)
- 広島市
  - 可部線 （西日本旅客鉄道）：横川駅 - あき亀山駅  (15.6km)
  - 広島電鉄本線 （広島電鉄）［軌道法適用］：広島駅停留場 - 広電西広島（己斐）駅  (5.4km)
  - 広島電鉄宇品線 （広島電鉄）［軌道法適用］：紙屋町停留場 - 広島港停留場  (5.7km)
  - 広島電鉄江波線 （広島電鉄）［軌道法適用］：土橋停留場 - 江波停留場  (2.6km)
  - 広島電鉄横川線 （広島電鉄）［軌道法適用］：十日市町停留場 - 横川駅停留場  (1.4km)
  - 広島電鉄皆実線 （広島電鉄）［軌道法適用］：的場町停留場 - 皆実町六丁目停留場  (2.5km)
  - 広島電鉄白島線 （広島電鉄）［軌道法適用］：八丁堀停留場 - 白島停留場  (1.2km)
  - 広島高速交通広島新交通1号線 （広島高速交通）：本通駅 - 県庁前駅  (0.3km)
  - 広島高速交通広島新交通1号線(1) （広島高速交通）［軌道法適用］：県庁前駅 - 広域公園前駅  (18.1km)

### 山口県
- 超広域：山陽新幹線 山陽本線 山陰本線 山口線
- 広域：
  - 岩徳線 （西日本旅客鉄道）：岩国駅 - 櫛ケ浜駅  (43.7km)
  - 宇部線 （西日本旅客鉄道）：新山口駅 - 宇部駅  (33.2km)
  - 小野田線 （西日本旅客鉄道）：小野田駅 - 居能駅  (11.6km)
  - 美祢線 （西日本旅客鉄道）：厚狭駅 - 長門市駅  (46.0km)
- 岩国市
  - 錦川鉄道錦川清流線 （錦川鉄道）：川西駅 - 錦町駅  (32.7km)
- 山陽小野田市
  - 小野田線(1)（本山線） （西日本旅客鉄道）：雀田駅 - 長門本山駅  (2.3km)
- 長門市
  - 山陰本線(1) （西日本旅客鉄道）：長門市駅 - 仙崎駅  (2.2km)